# Preventivmedel

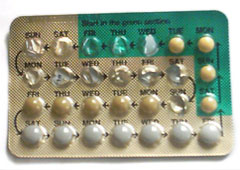
Karta med p-piller. Här med engelsk text.

Preventivmedel är medel för familjeplanering, det vill säga att förhindra eller förebygga graviditet. Till preventivmedlen kan räknas också naturliga preventivmetoder, som att avstå från samlag då befruktning skulle vara mest sannolikt, och sterilisering. Några vanliga preventivmedel är kondom, p-piller, P-stav och spiral. Kondom, som är ett av de äldsta kända preventivmedlen, är i princip det enda som förhindrar smitta av sexuellt överförbara sjukdomar mellan människor. Det forskas även på olika hormonella preventivmedel för män.
Preventivmedel skiljer sig åt med avseende på användarvänlighet, hur säkert de förhindrar graviditet, hur lätta de är att använda vid ett enskilt samlag och vilka bieffekter de kan få.

## Olika preventivmedel

### Hormonbaserade
Hormoner är kemiska budbärare som transporteras i kroppen via blodet. Olika hormoner har olika uppgifter och varje hormon kan bara påverka en mottagarcell likt en nyckel i ett nyckelhål. Könshormonet östrogen bildas i första hand i äggstockarna tillsammans med gulkroppshormonet (progesteron) . Könshormonet testosteron bildas i första hand i testiklarna. Östrogenet stimulerar bildningen av slemhinnan i livmodern medan gestagen och progesteron bromsar tillväxten av slemhinnorna. Hormonerna i de hormonbaserade preventivmedlet framställs syntetiskt. Slemhinnans utveckling är viktig under befruktningen då de befruktade ägget ska bäddad in i slemhinnan. Gestagen är den syntetiskt tillverkade motsvarigheten till progesteron. Både östrogen och progesteron är viktiga aktörer för ägglossningen och menscykelns funktion. Risken för blodpropp ökar vid användning av preventivmedlen med östrogen. Om man har anlag för blodpropp i nära släkten bör man inte använda dessa preventivmedel eftersom risken för blodpropp i genomsnittligt ökar tre till fyra gånger vid användning av kombinerade p-piller.
P-piller är en hormonell metod att förhindra ägglossning. Pillren tas oralt varje dag vid en viss tidpunkt. Pillren kan antingen vara kombinationspiller, som innehåller en kombination av könshormonerna progestagen och östrogen, vilka vanligtvis bildas bland annat i äggstockarna. De finns även östrogenfria piller, som bara innehåller gestagen. Minipiller är p-piller utan östrogen, med mindre mängd gestagen. Minipiller hindrar inte ägglossning utan påverkar istället sekretet i slidan, livmodern och äggstockarna för att hindra spermierna att ta sig till ägget. Kombinationspiller är dubbelverkande, så att om ett ägg skulle bli befruktat har slemhinnan i livmodern förtunnats så att det befruktade ägget inte fäster.
P-ring sprider samma typer av hormoner i slidan istället för oralt. En P-ring tas ut var tredje och en vecka efter ringen tas ut sätts en ny in. P-ring har färre biverkningar än P-piller eftersom hormon nivån är lägre och hormonerna utsöndras jämnare.
P-stavar sätts in under huden på överarmens insida och utsöndrar progesteron (gulkroppshormon). P-staven räcker i tre eller fem år. P-stav är ett mycket effektivt preventivmedel och förhindrar vid typisk användning 99,9 procent av de graviditeter som skulle uppstå utan preventivmedel. På grund av bristen av östrogen finns det en risk att slemhinnan blir så pass tunn att oregelbundna blödningar kan uppstå vid användning av hormonella preventivmedel som endast innehåller progesteron.
P-spruta innebär att gulkroppshormon sprutas in i en muskel där det sedan fälls ut i kroppen i små doser. Injektionen upprepas ungefär var tredje månad.
P-plåster är ett beige plåster man sätter på arm/mage/skinka och låter det sitta där en vecka. Efter en vecka byter man till nytt plåster. Detta gör man tre veckor, fjärde veckan har man mens. Det är ovanligt med biverkningar eftersom hormondosen är konstant och låg.
Akut p-piller liknar p-piller, men tas efter oskyddat samlag och kan förhindra graviditet om befruktning inte redan har skett genom att avbryta ägglossningen. Beroende på typ kan de tas upp till tre dygn eller upp till fem dygn efter oskyddat samlag. Tidigare intag ökar chansen att preventivmetoden fungerar.

### Spiral
Spiralen sätts in i livmodern genom livmodermunnen med hjälp av en applikator. I livmodern fälls armarna på spiralen ut och förhindrar med sin närvaro att ett befruktat ägg inplanteras i slemhinnan. Det finns hormonspiraler och kopparspiraler, båda är mycket effektiva och förhindrar över 99 procent av de graviditeter som skulle uppstå utan preventivmedel.  Vid användning av hormonspiral är det vanligt att menstruationsblödningar upphör, medan de kan bli något rikligare vid användning av en kopparspiral. Vid besvär av mensvärk rekommenderas inte att använda kopparspiral då smärtan kan öka. Spiraler sätts in av legitimerade barnmorskor och läkare med specialistkompetens. Spiralen kan vara kvar i 5–10 år beroende på typ.
Kopparspiral kan också läggas in akut för att undvika graviditet efter oskyddat samlag.

### Barriärmetoder
Kondomen används vid samlag och dras över penis. Den skyddar också mot de flesta könssjukdomar. Rätt använd är kondomen relativt säker, men det är vanligt att kondomen används slarvigt.
Numera finns också kondomer för kvinnor, femidom. De förs in i slidan utom den yttersta delen som täcker över slidans mynning.
Pessar läggs in i slidan så att de täcker livmodermunnen, och används vanligen i kombination med pessargel, som gör spermierna mindre rörliga. Pessar finns i två utföranden, vaginalpessar som också täcker en del av slidans vägg och cervixpessar, som bara täcker livmodermunnen.

### Naturliga
Säkra perioder innebär att man undviker samlag de tider då befruktning är mest sannolik, det vill säga kring den förväntade ägglossningen. Omvänt kan man sträva efter att ha samlag under den tid då befruktning är sannolikast, om man vill bli gravid. Man använder antingen det typiska intervallet under menstruationscykeln eller olika metoder för att fastställa den verkliga tidpunkten för ägglossning.
Avbrutet samlag innebär att penis dras ut strax innan sädesuttömning. Metoden är inte särskilt säker; dels finns risk att mannen inte drar ut penis i tid, dels kan mindre mängder sädesceller komma ut innan utlösningen.
Amning förhindrar eller minskar sannolikheten för en ny graviditet. Under det första halvåret efter barnets födsel kan amning räknas som en preventivmetod, förutsatt att menstruationerna inte börjat och amningen är regelbunden och tillräcklig.

### Sterilisering
Den som inte längre vill ha barn kan låta sterilisera sig. Antingen innebär det att sädesledaren från testikeln kapas och ändarna blockeras eller genom att passagen genom äggledarna blockeras.

## Historia

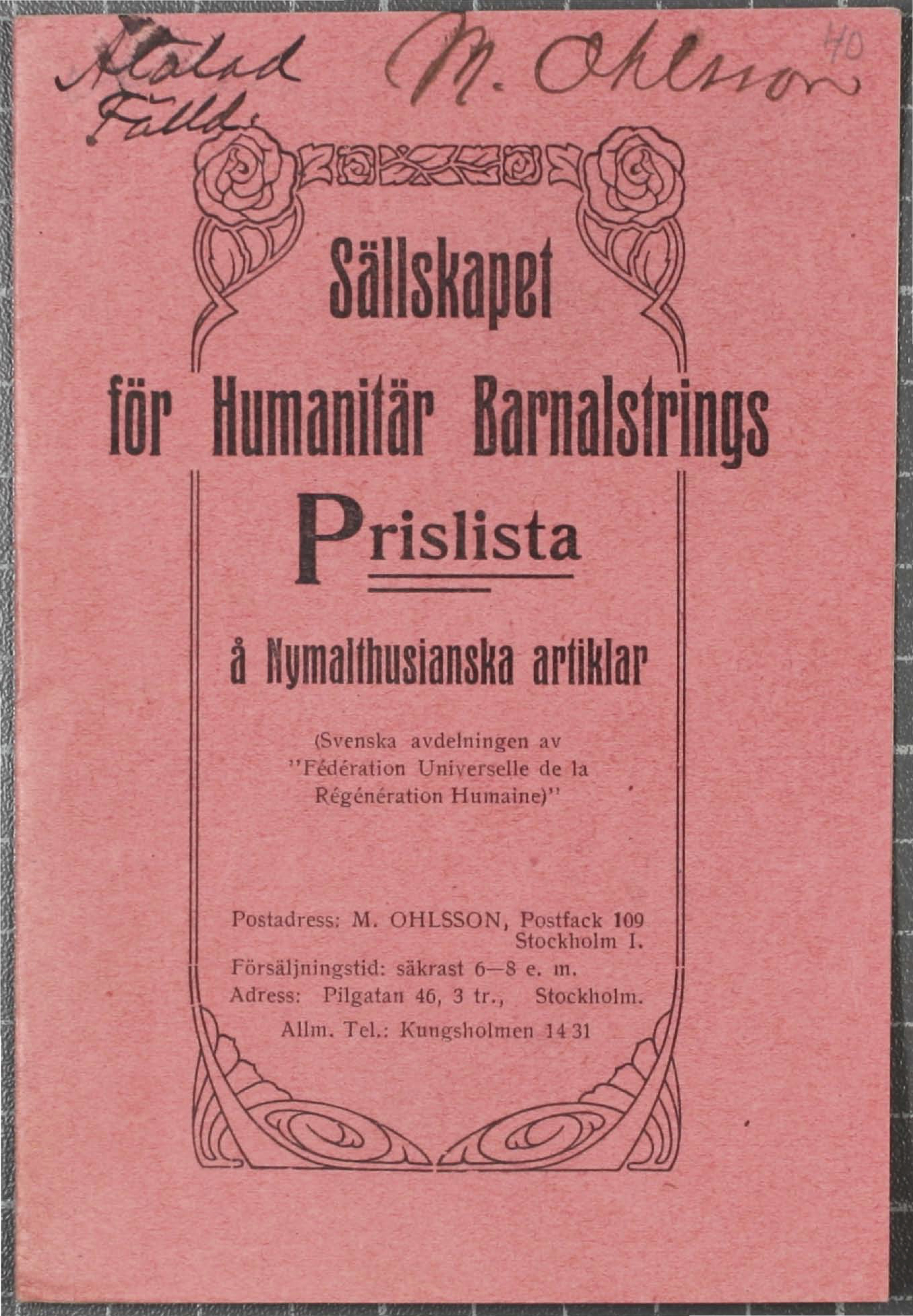
Reklamhäfte för preventivmedel 1914, det vill säga medan det var förbjudet att sprida reklam om preventivmedel.

Abort och preventivmedel har alltid funnits, och både kvinnor i det klassiska Aten och kvinnor i antikens Rom kände till en rad olika tekniker för att både förhindra en graviditet eller avbryta en, vissa av dem verkningslösa och andra effektiva.  Efter kristendomens införande blev dessa kunskaper illegala, men både barnmorskor, jordemödrar och kloka gummor anlitades illegalt för både abort och preventiva tekniker. 
Under slutet av 1800-talet pågick en debatt i Sverige om det "sociala eländet". För att komma tillrätta med detta problem började Knut Wicksell förespråka användning av preventivmedel. Han mötte starkt motstånd som ansåg att preventivmedel skulle få förödande effekter på kvinnans sexuella beteende. Kring sekelskiftet uppstod en allmän diskussion om behovet av preventivmedel för kvinnor. Frågan som debatterades, var om preventivmedel skulle befria kvinnan eller göra det svårare för henne att tacka nej till samlag. För många kvinnor var det viktigaste att bli av med målsmanskap och kunna neka samlag.
Det har skett många förändringar i våra sexualvanor och sexuella hälsa under 1900-talet. Förändringar i lagstiftningen rörande till exempel  fri abort, introduktionen av p-piller och den ökade tillgången till kondomer är  några exempel. Den socialistiske agitatorn Hinke Bergegren höll 1910 ett föredrag om barnbegränsning, Kärlek utan barn, och efteråt kunde publiken hämta broschyrer med uppgifter om var preventivmedel fanns att köpa. Det svenska etablissemangets reaktion blev snabb. Några månader senare antog Sveriges riksdag den s.k. preventivlagen: Den som utbjuder, utställer eller förevisar föremål, som är avsett för otuktigt bruk eller till att förebygga följder av könsumgänge döms till fängelse i högst två år. Argument för denna lag var att preventivmedel skulle leda till fler sexuella kontakter och öka spridningen av könssjukdomar, samt att det var omoraliskt att förhindra den naturliga konsekvensen av samlag. Lagen var i kraft till 1938.
Under 1960-talet hade p-pillren sitt genombrott. 1960 hade det amerikanska Läkemedelsverket godkänt ett preventivmedel med hormonell inverkan med namnet Enovid. En av biverkningarna för Enovid var att den förhindrade ägglossning som resulterade i att preventivmedlet användes som ett graviditetsskydd.  Däremot blev inte p-pillret lagligt förrän 1964, då Medicinalstyrelsen i Sverige godkände p-piller. 
Synen på preventivmedel som en rättighet framhölls i Kristina Ahlmark-Michaneks text Jungfrutro och dubbelmoral (1962) som förespråkade "samlag för vänskaps skull" och ledde till en stor sexualdebatt.

## Attityder och kunskap i Sverige
Den generella bilden av unga svenskars kunskaper om preventivmedel är god. Den grupp som hade mest bristande information kring ämnet är unga män i tonårsåldern. De flesta unga får information kring ämnet från internetsidor som UMO och Vårdguiden. Kvinnan ses generellt som parten som är skyldig till att ta ansvar för graviditetsprevention och  på så sätt ses preventivmedel till stor del som en "kvinnofråga".
I Sverige brukas inte hormonella preventivmedel i samma utsträckning som i våra nordiska grannländer. En orsak till detta är att tidningar har fokuserat på negativa hälsoaspekter av p-piller, som den ökade risken för blodpropp.